# Hohenbrugg-Weinberg
Hohenbrugg-Weinberg var en kommun i distriktet Südoststeiermark i förbundslandet Steiermark i Österrike. Den bestod av två orter (Ortschaften) (inom parentes invånarantal 1 januari 2024):
- Hohenbrugg an der Raab (516)
- Weinberg an der Raab (439)

Kommunen blev den 1 januari 2015 en del av kommunen Fehring. 